# Hardthausen am Kocher
Hardthausen am Kocher – miejscowość i gmina w Niemczech, w kraju związkowym Badenia-Wirtembergia, w rejencji Stuttgart, w regionie Heilbronn-Franken, w powiecie Heilbronn, wchodzi w skład wspólnoty administracyjnej Neuenstadt am Kocher. Leży nad rzeką Kocher, ok. 18 km na północny wschód od Heilbronn.

## Galeria

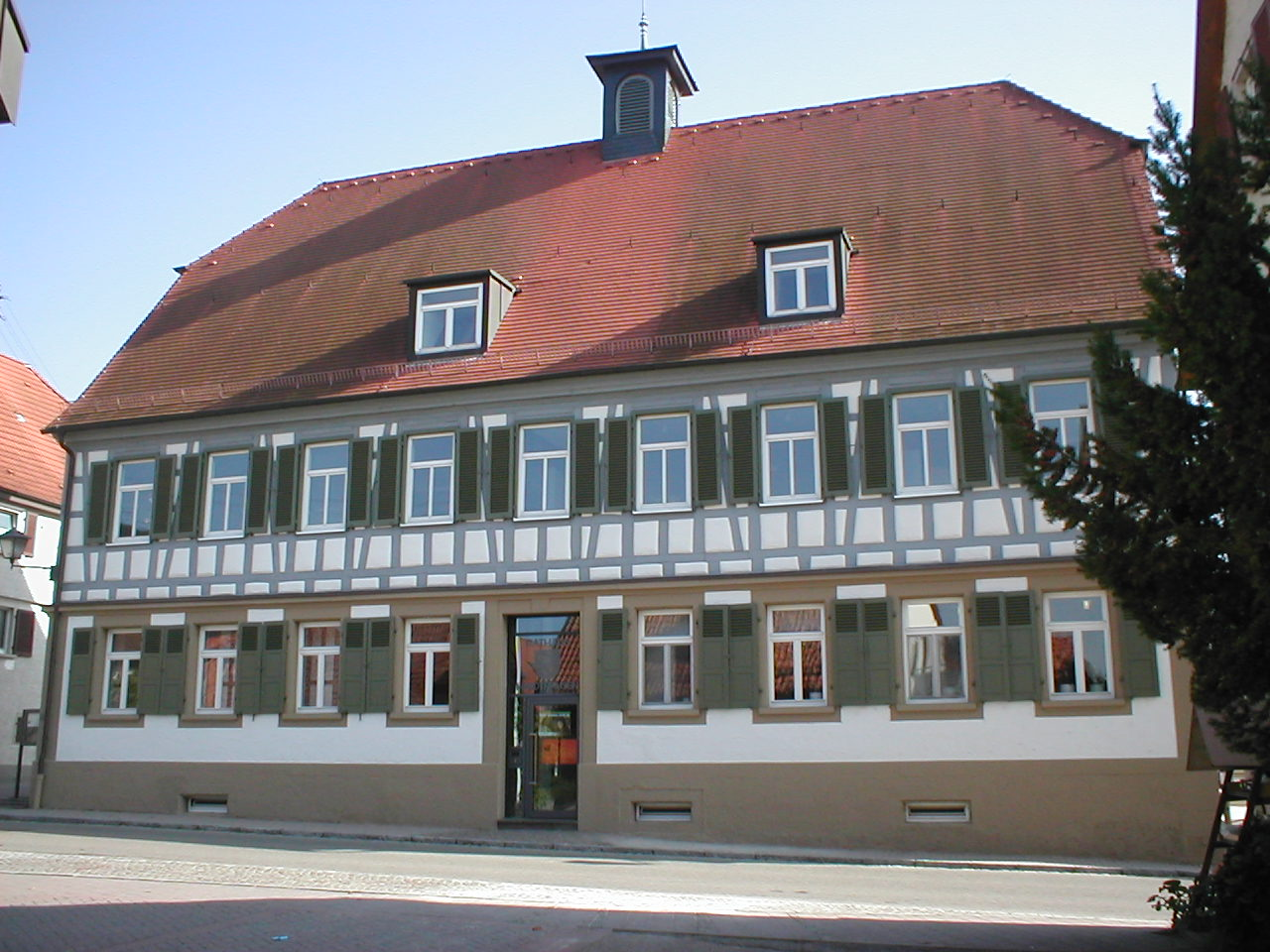
Ratusz w dzielnicy Kochersteinsfeld
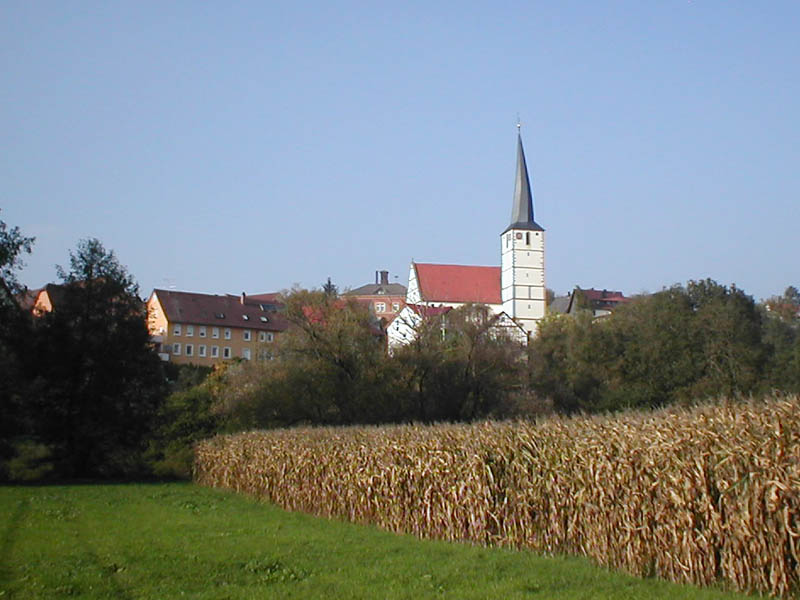
Dzielnica Gochsen
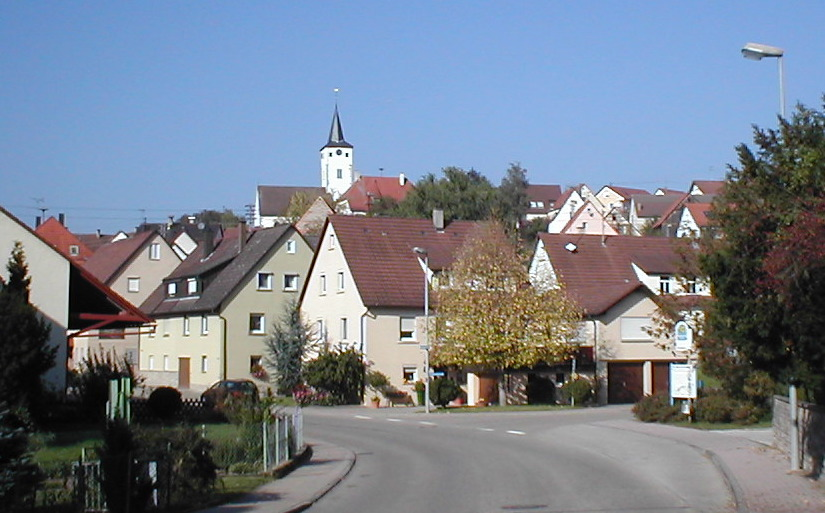
Dzielnica Lampoldshausen